# Cenél nÓengusa

Islay (em verde) e o restante de Argyll. Colonsay é a ilha acima de Islay.

Os Cenél nÓengusa foram um grupo de parentesco, que governou a ilha de Islay, e talvez as proximidades de Colonsay, na costa ocidental da Escócia, no início da Idade Média.
O Senchus fer n-Alban, um censo e genealogia do reino de Dál Riata, lista os Cenél nÓengusa como um dos três grupos de parentesco que compõem o reino em Argyll. Os outros eram os Cenél nGabráin de Kintyre e os Cenél Loairn de Lorn. Um quarto grupo, os Cenél Comgaill, de Cowal e da Ilha de Bute, mais tarde se separaram dos Cenél nGabráin. O Senchus retrata Dál Riata tal como existia em meados do século VII.
O Senchus traça a descendência dos Cenél nÓengusa de Óengus Mór mac Eirc, irmão de Fergus Mór, uma relação que é quase certamente uma invenção. Os Cenél nÓengusa são os únicos parentes do qual nenhum rei histórico de Dál Riata é registrado pelo anais irlandês.
Diz-se que Óengus Mór teve dois filhos, Nadsluaig e Fergna, e seus descendentes estão listados no Senchus. Ele também relaciona as subdivisões de Islay, e o número de casas em cada uma delas. Os Cenél nÓengusa estão listados entre estes, e apenas trinta famílias são atribuídas a eles. Bem como os descendentes de Óengus, o Senchus coloca os Cenél Conchride, que recebem esse nome devido a Conchriath, filho de Bolc, filho de Sétna, filho de Fergus Bec, filho de Erc, em Islay.
Tem sido sugerido que Fergna, filho de Óengus Mór, pode ser identificado com Fergnae mac Oengusso Ibdaig, que é Fergnae filho de Óengus, o Hebridiano. Os descendentes deste Fergnae, conhecidos como Uí Ibdaig - os descendentes dos hebrideanos - foram contados como um ramo menor dos poderosos Dál Fiatach de Ulster.
O Senchus afirma que os Cenél nÓengusa governaram mais de quatrocentas e trinta casas, e que eles eram obrigados a equipar o rei de Dál Riata com dois navios para cada vinte famílias nas expedições marítimas, e com quinhentos guerreiros em expedições terrestres .

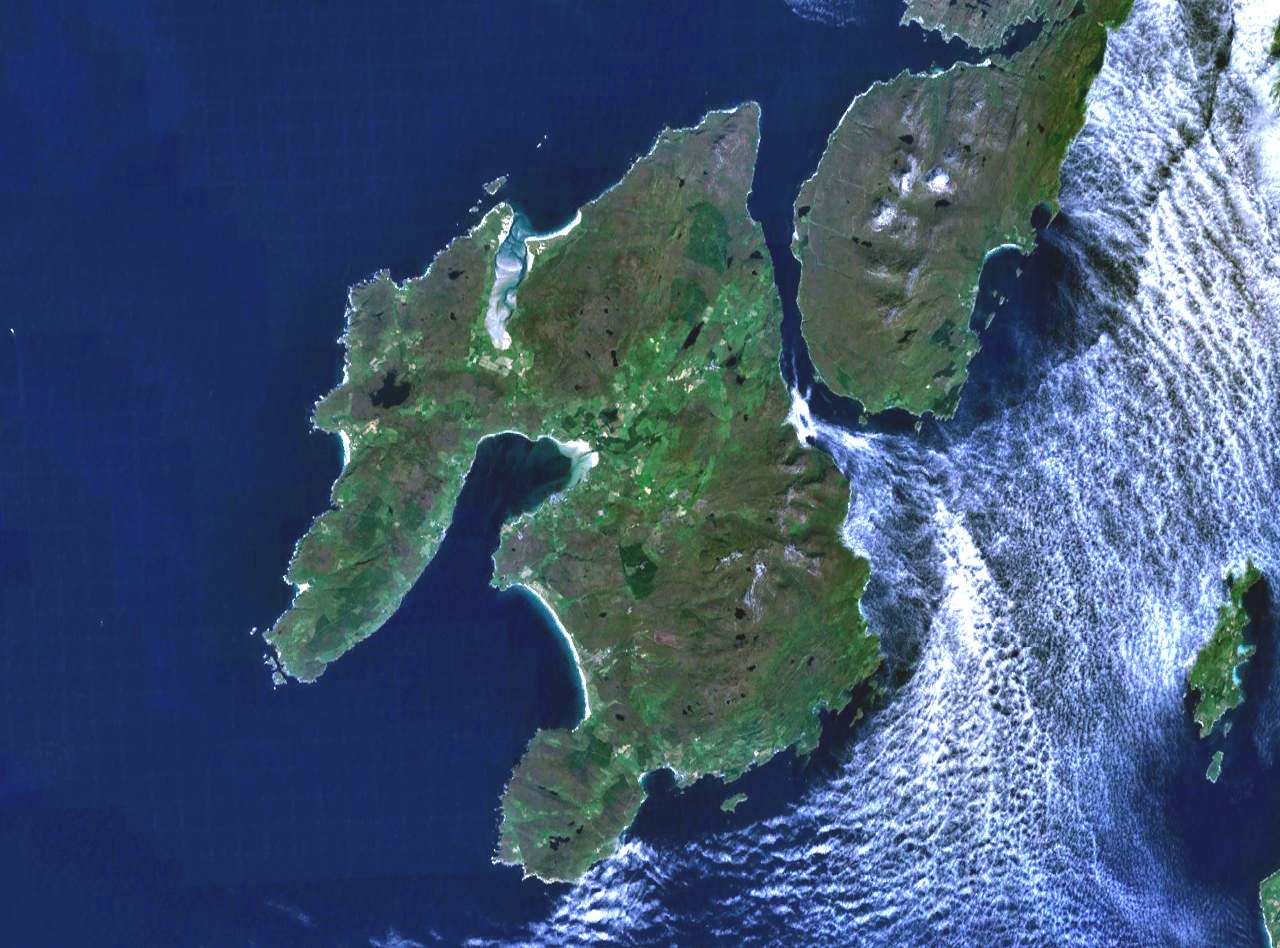
NASA Landsat imagem de Islay.

A Genelaig Albanensium, uma série de genealogias anexadas ao próprio Senchus, dá a ascendência de um certo Óengus. Esta chama-o Óengus, filho de Boib, filho de Rónán, filho de Áedán, filho de C[h]abléni (o Senchus dá Capléne), filho de Nadsluaig, filho de Rónán, filho de Óengus Mór mac Eirc. Nesta genealogia, Nadsluaig é um neto de Óengus Mór, e não seu filho, caso contrário, a genealogia do Senchus corresponde a esta, tanto quanto Áedán. Marjorie Ogilvie Anderson sugeriu que esta genealogia data do início do século VIII, assim como as indicados para as outras famílias na mesma fonte, e reflete um segundo censo realizado naquele tempo.
Há muitas poucas fontes históricas além do Senchus que se referem aos Cenél nÓengusa.  A Tripartite Life de São Patrício refere-se a Patrício nomeando um certo Ném como bispo de Telach nas terras dos Cenél nÓengusa. A hagiografia de Columba, de Adomnán, menciona um rico proprietátio de terras de Islay chamado Feradach, mas não diz nada sobre o contexto político na ilha.